# Johann Georg Müller (Künstler)

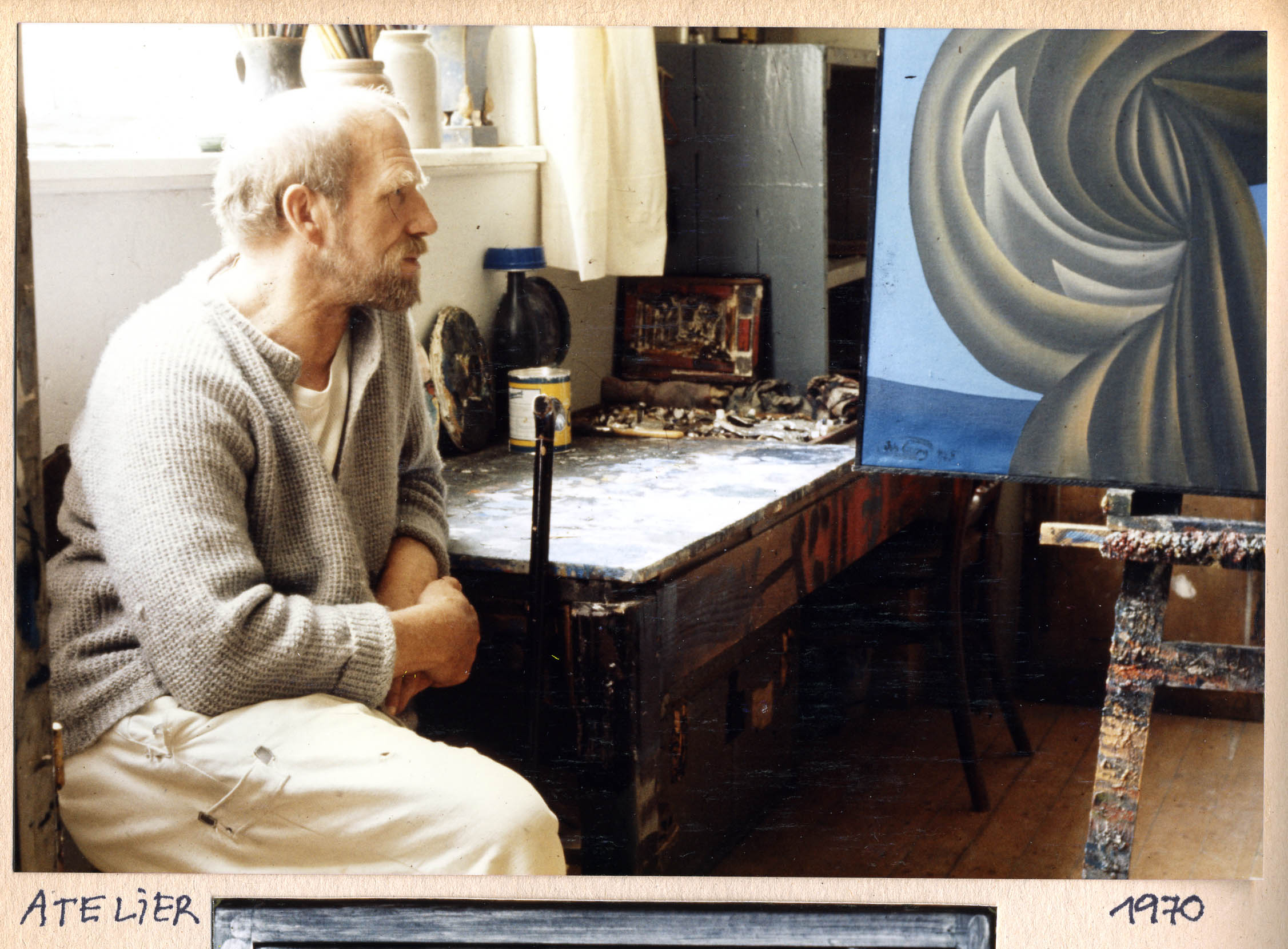
Johann Georg Müller in seinem Atelier, im Hintergrund 'Pflanzen am Meer, 1965'

Johann Georg Müller (* 17. November 1913 in Ludwigshafen am Rhein; † 20. Juni 1986 in Koblenz) war ein deutscher Maler und Grafiker.

## Leben
Nach dem Abitur am Realgymnasium und einer Lehre als Zimmermann immatrikulierte sich Johann Georg Müller 1934 für Bauingenieurwesen an der Technischen Hochschule Darmstadt. Er wechselte ins gleiche Fach nach München, wo er nach kurzer Zeit das Studium aufgab. In der dortigen Pinakothek schulte er sich autodidaktisch an Werken von Wilhelm Leibl und Hans Holbein.
Ab 1937 war Müller freischaffend tätig, doch wurde er schon im folgenden Jahr von den Nationalsozialisten mit einem Ausstellungsverbot belegt. Nach dem Krieg beschäftigte er sich mit den druckgrafischen Techniken Holzschnitt, Radierung und Lithografie. Er nahm 1949 an einer Ausstellung der Arbeitsgemeinschaft Pfälzer Künstler (APK) teil, was er bis 1979 fortsetzte. Er wurde Mitglied der Neuen Pfälzischen Gruppe. Im folgenden Jahr erhielt er ein einjähriges Atelierstipendium auf dem Asterstein in Koblenz, wo er seither wohnte und sich der Arbeitsgemeinschaft bildender Künstler am Mittelrhein (AKM) anschloss. Ab diesem Zeitpunkt wandte er sich vermehrt der Malerei zu. In den kommenden Jahren wurden seine Gemälde und druckgrafische Arbeiten in verschiedenen Einzel- und Gruppenausstellungen mehrfach in Rheinland-Pfalz in Koblenz, Kaiserslautern, Ludwigshafen und Prüm, überregional in Frankfurt, München, Hamburg und Darmstadt und international in Paris und Seattle gezeigt. 1956 erhielt er den Pfalzpreis für Malerei. Vier Jahre später wurde er mit dem Förderpreis für junge Künstler des Landes Rheinland-Pfalz ausgezeichnet. Nach einem Kreta-Aufenthalt wurde er zu einer Werkgruppe der Pflanzenbilder inspiriert. 1965 wurde er Mitglied der Pfälzischen Sezession. 1983 erhielt er den Kulturpreis der Stadt Koblenz.

## Werk
Müllers Schaffen war durch Stilpluralismus gekennzeichnet. Der realen Welt setzte Müller eine mentale, transformierte Bildwelt entgegen, indem er die gewählten Bildmotive derart verfremdete, dass sie nur noch als Chiffren einer äußeren Wirklichkeit wahrzunehmen sind.